# Mathieu Drujon
Mathieu Drujon (født 1. februar 1983) er en fransk professionel landevejsrytter.